# Martim Francisco Ribeiro de Andrada
Martim Francisco Ribeiro de Andrada (Santos, 9 de abril de 1775 — Santos, 23 de fevereiro de 1844) foi um naturalista e político brasileiro, presidente da Câmara dos Deputados e ministro da Fazenda no período do Império do Brasil.
Martim Francisco era graduado em Filosofia e Matemática em 1798 pela Universidade de Coimbra. Ele foi uma importante figura no cenário político brasileiro junto com seus irmãos José Bonifácio de Andrada e Silva e Antônio Carlos Ribeiro de Andrada Machado e Silva formaram a trindade dos Andrada, com enorme importância política nos primeiros anos do Brasil livre. Sua importância máxima foi em seu período como ministro da Fazenda e no episódio da maioridade de D. Pedro II em 1840.
Foi membro da Assembleia Constituinte em 1823 por São Paulo e pela mesma província deputado de 1836 a 1842, representou Minas Gerais na Câmara dos Deputados na legislatura de 1830 a 1833. Preso e exilado por ocasião da dissolução da Assembleia, asilou-se na França, retornou em 1829. Interessa constatar que, do projeto educacional de Martim Francisco surtiram efeitos práticos: a laicização da educação no Brasil.
Do casamento com sua sobrinha Gabriela Frederica (filha de José Bonifácio de Andrada e Silva), teve três filhos, José Bonifácio, o Moço, escritor e senador do Império do Brasil e ministro da Marinha do Brasil; Martim Francisco Ribeiro de Andrada, também conhecido como Martim Francisco filho ou II, deputado por São Paulo, ministro das Relações Exteriores (ver Gabinete Zacarias de 1866) e presidente da Câmara dos Deputados durante o Segundo Império (1882) e Antônio Carlos Ribeiro de Andrada, deputado por Minas Gerais à Câmara (1885) e senador estadual Constituinte (1891), falecido em Barbacena em 1893. Deste último descende o ramo mineiro dos Andradas.
Também pesquisou sobre mineralogia e estatística. Deixou obras escritas como Diário de uma Viagem Mineralógica pela Província de S. Paulo no Anno de 1805. A família Andrada se mantém há 190 anos no Congresso. Atualmente, o representante da família é Bonifácio Andrada.

## Biografia

### Primeiros anos e Universidade de Coimbra
Filho do coronel Bonifácio José Ribeiro de Andrada e Dona Maria Bárbara da Silva, Martim Francisco Ribeiro de Andrada nasceu em Santos, no estado de São Paulo em 9 de abril de 1775. Seus irmãos eram Antônio Carlos Ribeiro de Andrada e Silva e José Bonifácio de Andrada e Silva.
Os estudos primários de Martim Francisco foram feitos pelo próprio pai em Santos. Os secundários foram realizados em São Paulo pelo Frei Manuel da Ressurreição. Nesse tempo aprendeu Filosofia, Lógica, Moral e Língua Francesa. Junto com os irmãos, foi estudar na Universidade de Coimbra, onde em 1798 se tornou Bacharel em Matemática e Doutorado em Ciências Naturais. Além disso, também estudou Filosofia. No mesmo ano, ele e seu irmão José Bonifácio, foram chamados pelo governo português para fazer a exploração minerográfica da Província de Estramadura até a cidade de Coimbra.
Em 1801, retornando ao Brasil, foi nomeado Diretor-Geral das Minas e Matas de São Paulo, Sargento-Mor de Milícias da inspeção da Fábrica de Ferro de Ipanema. Durante o período nesses cargos, realizou importantes excursões científicas pelas regiões de Barueri, Paranaíba, Itú, Sorocaba, Porto Feliz, Itapetininga, Apiaí, Rio Verde, Curitiba, no interior, e também pela região litorânea de Itanhaém, Peruíbe, Iguape e Cananéia.
Neste cargo no Brasil conhecem-se as descrições de suas viagens mineralógicas pela então Capitania de São Paulo. Ainda em Portugal, ele traduzira do francês um "Tratado sobre o cânhamo", de Mercandier, editado em 1799; e o "Manual do mineralógico ou Esboço do reino mineral", de Ferber.
Após os acontecimentos da Bernarda Paulista, em 23 de maio de 1822, Martim Francisco pediu demissão ao Governo Provisório.

### A participação dos Andrada no movimento de independência do Brasil
A família Andrada e Silva teve protagonismo no pré e pós independência do Brasil. O irmão de Martim Francisco, José Bonifácio de Andrada e Silva é conhecido como “O Patriarca da Independência”. Apesar de não ser tão célebre quanto seu irmão neste período, Martim Francisco apoiou o movimento e ajudou na articulação política principalmente de sua província, São Paulo.
Em 1820 foi nomeado secretário do governo provisório da Província de São Paulo. Em 24 de dezembro do mesmo ano, os irmãos dão o primeiro grito patriótico contra as tentativas de recolonização do Brasil por Portugal. A partir daí, o nome dos dois começa a repercutir pela corte. No início de 1822, José Bonifácio começa a propagar os ideais de independência. Porém, o poder de Portugal ainda era dominante. Em São Paulo, havia um movimento conservador português liderado pelo general João Carlos, que atrapalhava os avanços da independência. A tensão entre essas duas frentes, sendo a representante das novas ideias liderada por José Bonifácio, Martim Francisco foi expulso do governo provisório de São Paulo e levado à corte no Rio de Janeiro.
Com a necessidade de alguém de confiança para administrar financeiramente a nova ordem constitucional, Martim Francisco foi nomeado secretário do 1º Gabinete do Estado dos Negócios da Fazenda, sendo assim o primeiro titular da pasta após a proclamação do Império. Em 4 de julho de 1822, é demitido no que fica conhecido como a primeira demissão dos Andradas. 48 horas depois, atendendo ao pedido de procuradores gerais e comandantes, José Bonifácio reassume com o objetivo de "centralizar a união e prevenir as desordens".
Martim Francisco encontrou dificuldades ao assumir a pasta da Fazenda. Além das crises financeiras desde a chegada da Família Real para o Brasil, em 1822, com o retorno de D. João VI e a Corte para Portugal, os recursos existentes foram levados junto, deixando no caixa apenas quatro contos de réis. As despesas eram grandes, principalmente por todos os recursos terem sido usados no movimento de Independência.
Assim, ele institui algumas medidas para tentar minimizar os problemas financeiros. Em 3 de agosto do mesmo ano pede um empréstimo público para comerciantes e homens afortunados da Corte, fundando a Administração das Rendas Públicas. Taxou fortemente produtos importados, principalmente os de origem portuguesa (e excluindo os de origem inglesa), e aumentou a fiscalização dos impostos de produtos como tabaco e café. Martim Francisco também deu ordens de exames rigorosos em repartições arrecadadoras e diminui as emissões contínuas no Banco do Brasil.

O poder dos “Andradas” foi se enfraquecendo e a administração de Martim Francisco no Ministério da Fazenda durou pouco. A família ganhou ao longo do tempo fortes inimigos e caem. Porém, não deixaram de resistir. Realizam uma campanha oposicionista no Parlamento através de colunas em jornais como "O Tamoio" e o "Sentinela da Liberdade à Beira do Mar da Praia Grande". Em 1823 Martim Francisco é eleito deputado para a Assembleia Geral, Constituinte e Legislativa do Império do Brasil pela Província do Rio de Janeiro. Foi durante o mês de outubro do mesmo ano presidente da Casa. O período pela Casa também foi turbulento com discursos incendiários. Na Assembleia proferiu um energizante discurso sobre o caso do boticário Davi Pamplona Real:
Legisladores! Trata-se de um dos maiores atentados, de um atentado que ataca a segurança e dignidade nacional, e indiretamente o sistema político por nós adotado, e jurado. Quando se fez a leitura de semelhante atrocidade, um silêncio de gelo foi nossa única resposta, e o justo receio de iguais insultos à nossa representação nem sequer fez assomar em nossos rostos os naturais sentimentos de horror e indignação. Dar-se-á caso, que submergidos na escuridão das trevas tememos encarar a luz? Que amamentados com o leite impuro do despotismo amamos ainda seus ferros e suas cadeias? Ou que, vergados sob o peso de novas opressões, emudecemos de susto e não sabemos deitar mão da trombeta da verdade, e com ela bradar aos povos: "Sois traídos!". Infames! Assim agradecem o ar que respiram, o alimento que os nutre, a casa que os abriga, e o honorífico encargo de nossos defensores, a que indiscretamente os elevamos? Que fatalidade, brasileiros! Vivem entre nós estes monstros, e vivem para nos devorarem! (...) Grande Deus! É crime amar o Brasil, ser nele nascido, e pugnar pela sua Independência e pela suas leis! Ainda vivem, ainda suportamos em nosso seio semelhantes feras!
Em 12 de novembro do mesmo ano a Assembleia Constituinte era fechada por decreto de D. Pedro II, com a prisão de vários deputados, incluindo Martim Francisco e seus dois irmãos. No dia 20, ele, sua família e outros deputados embarcam para o porto de Havre, na França. Em 1828 é processado pelo crime de sedição e em setembro do mesmo ano é absolvido. Após sair da prisão, ele retorna para a vida pública e recusa o convite de entrar para o Conselho da Coroa.
Em 1830 é eleito deputado pela Província de Minas Gerais para a 2ª Legislatura. Neste período, ele fez o projeto da criação do novo Banco do Brasil. Sua passagem pela Câmara dos Deputados também é turbulenta. Debateu sobre a supressão dos dízimos e a substituição por direitos sobre a exportação dos produtos, sendo vitorioso. Em 1822 trabalhou em defesa de seu irmão José Bonifácio, que estava sendo atacado publicamente e suspeito de revolução e que resultou na perda da tutoria dos príncipes.
Martim Francisco não conseguiu eleger-se para a 3ª Legislatura. Mas, se tornou suplente pela Província de São Paulo devido a morte do titular. Uma das principais discussões feitas por ele durante este período foi sobre o tratado com Portugal para regulamentar o comércio entre os dois países, acreditando pelo livre câmbio.

### Maioridade de D. Pedro II
Em 1838 foi eleito deputado para a 4ª Legislatura pela Província de São Paulo. Foi durante este período que ocorreu o movimento da Maioridade de D. Pedro II. Martim Francisco foi um dos maiores apoiadores do movimento e fez campanha para tal em seus discursos na Câmara. Na sessão de 16 de julho de 1840 sobre o assunto, ele disse:
Quero que o monarca suba ao trono não por amor ao poder, porque nunca o procurei, nem o procuro; não por amor de honras, pequenos nadas, fúteis frivolidades da vaidade humana, porque eu tenho títulos meus nas ações minhas; não por amor de riquezas, paixão baixa e vil, a que nunca queimei incenso, mas por amor da Pátria, paixão nobre, que arde em meu coração, puro como o fogo de Vesta. Quero o monarca no trono, porque estou persuadido que ele será o anjo da paz, que virá salvar-nos do abismo que nos ameaça; quero que o monarca suba ao trono, porque suponho que é a única medida que pode trazer remédio aos nossos males; quero que o monarca suba ao trono, porque amo essa augusta família, senhores, para cuja defesa e glória tenho contribuído com todo cabedal das minhas forças. Quero, finalmente, para cumprir a promessa dada a um respeitável velho, que jaz hoje na Eternidade, meu falecido irmão, tão injustamente maltratado por tantos, o qual no resto de seus dias dizia não poder morrer contente senão vendo o Senhor D. Pedro II no trono e o sistema constitucional consolidado. Ah! senhores, se eu consigo ver isto, os meus votos estão satisfeitos, e cheio de júbilo posso exclamar com o poeta: oh, Pátria, ainda esta glória me consentes!?
Em 23 de julho de 1840, ele e seu irmão, Antônio Carlos são chamados para o Conselho da Coroa. Retornou ao Ministério da Fazenda, sendo o primeiro após a Maioridade. Continua enfrentando problemas pela falta de recursos. Seu mandato dura pouco menos de nove meses e sai do cargo em 1841. No mesmo ano foi eleito membro da Assembleia Geral e Legislativa e da Assembleia Provincial de São Paulo.
Martim Francisco Ribeiro de Andrada faleceu em 23 de fevereiro de 1844, na sua cidade natal, Santos, onde está sepultado.

### Político, financista e naturalista
Martim Francisco Ribeiro de Andrada teve importância, junto com seus irmãos, na política do Brasil. Além de participar em importantes eventos históricos do país, ele teve uma administração como ministro da Fazenda admirável. Sobre isso, seu neto, Antônio Carlos Ribeiro de Andrada, escreveu em seu livro sobre Martim Francisco, "O ministro da Fazenda da Independência":
Como de tantos outros financistas do Império, tem-se a impressão, diante do seu austero feitio moral, da sua inteiriça envergadura de administrador, da sólida competência e segura visão política, sempre reveladas nos atos com que assinalou sua trajetória pela gestão da Fazenda - de que, se lhe fora dado permanecer demoradamente no posto, a que ascendeu pelo seu mérito e virtudes, teria edificado uma grande obra, capaz de assegurar ao país, pelo decurso  dos anos, no domínio das finanças, tempos mais prósperos, aos invés dos dias sombrios que a nossa história financeira rememora e lastima.
Além disso, o seu trabalho como naturalista e suas pesquisas em mineralogia foram significativas para a área.

## Obras escritas por Martim Francisco Ribeiro de Andrada[6]
- Manual de mineralogia ou esboço do reino mineral, disposto segundo a análise de mr. Forben Bergman, etc.; traduzido por Martim Francisco Ribeiro de Andrada e publicado por frei José Mariano da Conceição Vellozo. Lisboa. 1799-1800, 2 tomos.
- Tratado sobre o cânhamo, composto em francês por mr. Morcandier, traduzido em português, etc. Lisboa, 1799, 97 páginas.
- Diário de uma viagem mineralógica pela Província de São Paulo no ano de 1805 - Revista do Instituto, tomo 9º, 1847, págs. 527 a 548 e antes na Gazeta Oficial deste ano, não sendo concluído porque "o restante do Diário ou foi distraído ou consumido" como diz a redação desta folha. Dificilmente pode a mesma redação coordenar esse trabalho, escrito em fragmentos de papel e com a letra já gasta pelo tempo, constando de notas que o autor fazia no decurso da viagem, sem as ter corrigido. Não se deve, portanto, procurar nesse trabalho mérito literário, pois o seu mérito está na perspicácia e na exatidão das observações.
- Amerique meridionale. Voyage mineralogique dans la province de Saint Paul, du Bresil. Duas partes em um volume. Extraído do Journal des Voyages, 1827, e reimpresso no Bulletim des sciences naturelles, 1829, e por último em apêndice à tradução feita por José Bonifácio da "geologia elementar aplicada à agricultura, com um dicionário dos termos geológicos" de Nereo Boubée, em 1846. A viagem de que se trata é de 1820 pelos dois irmãos e o escrito é feito por ambos.
- Jornaes das viagens pela Capitania de São Paulo, de Martim Francisco Ribeiro de Andrada, estipendiado como inspetor das minas e matas e naturalista da mesma capitania em 1803 e 1804. É uma cópia do original que possuia o visconde de Porto Seguro. Está inédito no Instituto Histórico.
- Falla que dirigiu aos negociantes e capitalistas desta praça, relativa ao empréstimo de quatrocentos contos de réis para urgências da Província do Rio de Janeiro (1822), 2 folhas. Seguem-se as condições do empréstimo.
- Discursos pronunciado na Câmara dos Deputados depois do Relatório do secretário e ministro de Estado dos Negócios da Justiça. Rio de Janeiro. 1832; pronunciado na sessão de 12 de maio de 1832. Rio de Janeiro. 1832; resposta dada em sessão de 15 de maio de 1832 por ocasião de um parecer da Mesa, e discurso pronunciado no mesmo dia, discutindo o voto de graças. Rio de Janeiro. 1832; pronunciado na sessão de 17 de maio de 1832, continuando a discussão do voto de graças. Rio de Janeiro. 1832; pronunciado na sessão de 19 de maio de 1832. Rio de Janeiro. 1832.
- Refutação da defesa do Sr. Joaquim Estanislau Barbosa. Rio de Janeiro. 1829. É um opúsculo anônimo, atribuído a este autor e também a seus irmãos.  O capitão-tenente Joaquim Estanislau Barbosa era o comandante da charrua "Lucônia" que recebeu os presos José Bonifácio de Andrada e Silva com sua mulher,
- Memória sobre a estatística ou análise dos verdadeiros princípios desta ciência, e sua aplicação à riqueza, forças e poder do Brasil - Manuscrito de 85 folhas e pertence ao Instituto Histórico.
- Cartas Andradinas. Anais da Biblioteca Nacional do Rio de Janeiro. Vol. XIV, págs. 51 a 69. 1890.